# Michaił Schulz
Michaił Michajłowicz Schulz (ros. Михаил Михайлович Шульц, ur. 1 lipca 1919 w Piotrogrodzie, zm. 9 października 2006 w Petersburgu) – radziecki chemik.

## Życiorys
Urodził się w rodzinie oficera marynarki wojennej. Od 1937 studiował na Wydziale Chemii Leningradzkiego Uniwersytetu Państwowego, po ataku Niemiec na ZSRR w 1941 zgłosił się jako ochotnik na front, później służył m.in. jako szef służby chemicznej 293 batalionu 17 rejonu ufortyfikowanego 23 Armii Frontu Leningradzkiego. Po wojnie kontynuował studia, które ukończył w 1947, następnie rozpoczął aspiranturę. Od 1946 należał do WKP(b). Po ukończeniu aspirantury w 1950 został asystentem, a w 1953 adiunktem działu chemii fizycznej Wydziału Chemicznego Leningradzkiego Uniwersytetu Państwowego. Od 1956 do 1972 kierował laboratorium elektrochemii szkła Naukowo-Badawczego Instytutu Chemii tego uniwersytetu, w 1967 został jego dziekanem (w 1965 otrzymał tytuł profesora oraz stopień doktora nauk chemicznych). Od 1972 do 1998 był dyrektorem Instytutu Chemii Krzemianów Akademii Nauk ZSRR/RAN. Zajmował się badaniem szkieł i stopów tlenków, problematyką szklanych elektrod i termodynamiki układów heterogenicznych. W 1978 wszedł w skład Międzynarodowej Komisji ds. Szkła, w lipcu 1989 był przewodniczącym XV Międzynarodowego Kongresu nt. Szkła, odbywającego się w Leningradzie. W 1972 został członkiem korespondentem, a w 1979 akademikiem Akademii Nauk ZSRR. Poza chemią zajmował się również malarstwem i badaniami genealogicznymi.

## Odznaczenia i nagrody
- Medal Sierp i Młot Bohatera Pracy Socjalistycznej (1 lipca 1991)
- Order Lenina (dwukrotnie, 1979 i 1 lipca 1991)
- Order Wojny Ojczyźnianej II klasy (dwukrotnie, 30 czerwca 1945 i 11 marca 1985)
- Order Czerwonego Sztandaru Pracy (dwukrotnie, 1971 i 1975)
- Nagroda Państwowa ZSRR (dwukrotnie, 1975 i 1986)

I inne.